# 凱爾戰役 (1796年)
第一次凯尔战役發生於1796年6月23日至24日，是第一次反法同盟中的一場戰役，由讓·夏爾·阿巴圖奇率領的法軍前衛部隊在莱茵河上对抗来自施瓦本地区的士兵的防御部队。法軍成功將神聖羅馬帝國軍隊从他们在凯尔的阵地赶走，随后控制了莱茵河两岸的桥头堡。

## 註腳
1. 1 2 3  Digby Smith, Napoleonic Wars Data Book, London, Greenhill, 1998, p. 125.
2. ↑  Digby Smith, Napoleonic Wars Data Book, London, Greenhill, 1998, p. 115.